# بانو مشتاق
بانو مشتاق (زادهٔ ۳ آپریل ۱۹۴۸) نویسنده، فعال اجتماعی و وکیل هندی از ایالت کرناتکه با زبان کنادا است. او بیشتر به‌خاطر مجموعه داستان «چراغ دل» شناخته می‌شود؛ برگزیده‌ای از داستان‌های کوتاه او که توسط دیپا بهاستی به انگلیسی ترجمه شد و در سال ۲۰۲۵ برندهٔ جایزهٔ بین‌المللی بوکر شد. مشتاق تاکنون شش مجموعه‌داستان کوتاه، یک رمان، یک مجموعه‌مقاله و یک مجموعه‌شعر منتشر کرده است. آثار او به زبان‌های اردو، هندی، تامیلی، مالایالام و انگلیسی ترجمه شده‌اند.

## زندگی شخصی و فعالیت‌های اجتماعی
بانو مشتاق در ۳ آوریل ۱۹۴۸ (۱۳۲۷) در خانواده‌ای مسلمان در شهر هسن از ایالت کارناتاکای هند به دنیا آمد.در هشت‌سالگی، او به مدرسه‌ای میسیونری در شهر شیواموگا فرستاده شد که آموزش‌ها به زبان کنّادا ارائه می‌شد. پذیرش او در این مدرسه مشروط به آن بود که ظرف شش ماه خواندن و نوشتن به زبان کنّادا را بیاموزد؛ اما مشتاق فراتر از انتظار عمل کرد و تنها چند روز پس از آغاز مدرسه، نوشتن را آغاز کرد.
بر خلاف انتظارات جامعه، بانو مشتاق تحصیلات دانشگاهی را ادامه داد و در ۲۶سالگی با کسی که دوست داشت ازدواج کرد.
او خبرنگار روزنامه لانکش پاتریکه (Lankesh Patrike) بود و مدتی نیز در رادیو سراسری هند (All India Radio) در بنگلور فعالیت کرد.
از دههٔ ۱۹۸۰، مشتاق در جنبش‌های کنشگری‌ای در ایالت کارناتاکا فعالیت داشته است که با «بنیادگرایی و بی‌عدالتی‌های اجتماعی» مقابله می‌کنند.
در سال ۲۰۰۰، در واکنش به «دفاع مشتاق از حق ورود زنان مسلمان به مسجد»، یک «تحریم اجتماعی» سه‌ماهه علیه او و خانواده‌اش اعلام شد.در این مدت، او تماس‌های تلفنی تهدیدآمیز دریافت کرد و مردی نیز قصد داشت با چاقو به او حمله کند، اما همسرش مانع شد.
اوایل دهه ۲۰۰۰، بانو مشتاق به گروه جامعه مدنی «کومو سوهاردا ودیکه» (Komu Souhardha Vedike) پیوست و در اعتراض به تلاش‌هایی برای جلوگیری از زیارت مسلمانان به زیارتگاه تلفیقی «بابا بودان‌گیری» در ناحیه چیکماگالور شرکت کرد. 
مشتاق از حق دانش‌آموزان مسلمان برای پوشیدن حجاب در مدارس حمایت کرده است؛ حقی که در ایالت کارناتاکا با چالش‌هایی روبرو بوده است.
او به زبان‌های کنادا، هندی، اردو دکنی و انگلیسی سخن می‌گوید.

## نوشتن
مشتاق از سنین پایین به نوشتن علاقه‌مند بود، اما تا سن ۲۹ سالگی، زمانی که تازه مادر شده بود و از افسردگی پس از زایمان رنج می‌برد، به نویسندگی روی نیاورد. او برای بیان احساسات و تجربیاتش به نوشتن پناه برد. بخش زیادی از آثار او به مسائل زنان می‌پردازد.
مشتاق شش مجموعه داستان کوتاه، یک رمان، یک مجموعه مقاله و یک مجموعه شعر منتشر کرده‌است. آثار او به زبان‌های اردو، هندی، تامیل و مالایالام، و به‌تازگی به زبان انگلیسی نیز ترجمه شده‌اند. داستان او با عنوان Karinaagaragalu مبنای فیلم Hasina به زبان کنادایی به کارگردانی گیریش کاساراوالی در سال ۲۰۰۳ قرار گرفت. آثار او به زبان‌های اردو، هندی، تامیل و مالایالامی و همچنین اخیراً به انگلیسی ترجمه شده است.

### چراغ دل
اولین کتاب کامل مشتاق که به زبان انگلیسی ترجمه شد، «چراغ دل: داستان‌های منتخب» بود (منتشر شده توسط انتشارات And Other Stories در سال ۲۰۲۵)، مجموعه‌ای از داستان‌های متمرکز بر زنان که در جوامع مسلمان جنوب هند روایت می‌شود. مترجم، دیپا بهاستی، از سال ۲۰۲۲ ترجمه آثار مشتاق به انگلیسی را آغاز کرد. بهاستی دوازده داستان این مجموعه را از میان شش مجموعه‌ای که مشتاق بین سال‌های ۱۹۹۰ تا ۲۰۲۳ منتشر کرده بود، انتخاب کرد. 
در مه ۲۰۲۵، کتاب «چراغ دل» جایزه بین‌المللی بوکر ۲۰۲۵ را کسب کرد. مشتاق نخستین نویسنده به زبان کنادا بود که اثرش برای این جایزه نامزد شد. دیپا بهاستی نخستین مترجم هندی بود که این جایزه را دریافت کرد و این نخستین بار بود که یک مجموعه داستان کوتاه موفق به کسب این جایزه می‌شد.
داستان‌های این مجموعه بازتابی از زندگی مشتاق به‌عنوان روزنامه‌نگار و وکیل است که تمرکز آن‌ها بر حقوق زنان و مقاومت در برابر تبعیض‌های طبقاتی و مذهبی در منطقه‌ای از کشور او می‌باشد. 
رئیس هیئت داوران جایزه بوکر بین‌المللی، مکس پورتر، اظهار داشت که اگرچه داستان‌ها رویکردی فمینیستی دارند و «حاوی روایت‌های خارق‌العاده‌ای از نظام‌های پدرسالارانه و مقاومت در برابر آن‌ها هستند»، اما در وهله اول «شرح‌های زیبایی از زندگی روزمره و به‌ویژه زندگی زنان» به شمار می‌آیند. روزنامه گاردین نیز بیان کرد که «لحن داستان‌ها از آرام تا طنزآمیز متغیر است، اما دیدگاه آن‌ها همواره ثابت باقی می‌ماند» و این مجموعه را «اثری شگفت‌انگیز» توصیف کرد. 

## جوایز و تقدیرنامه‌ها
- ۱۹۹۹: Karnataka Sahitya Academy Award (جایزه آکادمی ادبیات کارناتاکه)[۲۷]
- Daana Chintamani Attimabbe Award[۲۸]
- ۲۰۲۴: جایزه ترجمه انجمن انگلیسی PEN برای ترجمه دیپا بهاستی از «حسینا و داستان‌های دیگر»[۲۹]
- ۲۰۲۵: جایزه بین‌المللی بوکر برای «چراغ دل» به ترجمه دیپا بهاستی [۳۰] [۳۱]

## انتشارات
- Haseena and Other Stories (حسینه و داستان‌های دیگر) (ترجمه به انگلیسی: دیپا بهاستی، ۲۰۲۴)

- Heart Lamp: Selected Stories (چراغ دل: داستان‌های برگزیده) (گردآوری، ترجمه دیپا بهاستی، ۲۰۲۵)،شابک ‎۹۷۸۱۹۱۶۷۵۱۱۶۳